# بيدو (إرم)
بيدو (بالفارسية: بیدو) هي قرية تقع في إيران في قسم إرم الريفي. يقدر عدد سكانها بـ 177 نسمة بحسب إحصاء 2016.